# Eleanor Percy, duquesa de Buckingham
Eleanor Percy, duquesa de Buckingham (ca. 1474 – 13 de febrero de 1530), también llamada Alianore, era la hija mayor de Henry Percy, IV conde de Northumberland y Lady Maud Herbert, hija de William Herbert, conde de Pembroke. Eleanor Percy se casó con Edward Stafford, III duque de Buckingham, quien fue ejecutado en 1521 bajo falsas acusaciones del rey Enrique VIII. Como resultado, el ducado Buckingham y sus tierras fueron incautadas, y sus hijos desheredados.

## Biografía
Eleanor Percy nació en torno a 1474 en Leconfield, Yorkshire. El 14 de diciembre de 1490, con unos dieciséis años, Eleanor se casó con Edward Stafford, III duque de Buckingham, hijo de Henry Stafford, II duque de Buckingham (1455 - 1483), ejecutado por traición, y Catalina Woodville, tía de la reina Isabel. Lady Catalina volvió a casarse con Jasper Tudor, tío de Enrique VII de Inglaterra, y finalmente se volvió a casar con Richard Wingfield.
Después de enviudar, Eleanor se volvió a casar con John Audley. No hubo descendientes de este matrimonio.

## Descendencia
Eleanor Percy y su primer marido marido tuvieron cuatro hijos:
- Mary, (nacida ca. 1494), que se casó con el 5º Barón Bergavenny; serían padres de María Nevill, la baronesa Dacre.
- Elizabeth Sttaford, duquesa de Norfolk, (1497 - 30 de noviembre de 1558), que se casó con el 3.er duque de Norfolk.
- Catherine, (ca. 1499 - 14 de mayo de 1555) que se casó con el 4º conde de Westmorland.
- Henry Stafford, I Barón Stafford (18 de septiembre de 1501 - 30 del 30 de abril de 1563).
- Edward.

- Datos: Q5354355
- Multimedia: Eleanor Percy, Duchess of Buckingham / Q5354355